# Pavel Mouratov
Pavel Pavlovitch Mouratov ou Paul Muratov (en langue russe : Па́вел Па́влович Мура́тов) est un historien et historien d'art, traducteur, éditeur russe né le 3 mars 1881 et décédé le 5 février 1950.

## Biographie
Mouratov est né dans la ville de Bobrov dans l'oblast de Voronej dans une famille de médecins militaires. Il commença sa formation par l'École des cadets et termina par l'Université de Saint-Pétersbourg (section d'étude des moyens de transport). En 1904—1905, il est officier d'artillerie. Après un voyage à l'étranger, il entre comme employé au musée Roumiantsev, où, jusqu'en 1914, il est conservateur de la section des Beaux-Arts et de l'antiquité classique. Il se lie d'amitié à Boris Zaïtsev, Vladislav Khodassevitch, Nina Berberova, et au peintre Nikolaï Oulianov.
À partir de 1906, il écrit comme critique dans les revues Vesy, Toison d'or, Apollon, Les Vieilles Années.
Il s'intéresse à la peinture russe d'avant le XVIIIe siècle, collabore avec Igor Grabar à son Histoire de l'art russe en plusieurs volumes dont le 6e est pour une grande partie de la main de Mouratov. Ce volume est consacré à la peinture médiévale. 
C'est grâce à ses publications que les icônes redécouvertes à la naissance du nouveau siècle par le public en Russie et en France reçoivent une approbation esthétique. En 1914 il fonde la revue « Sophia », dont les articles présentent l'icône comme un objet esthétique en lien avec l'Antiquité grecque sur les plans littéraire, philosophique, mystique et mythique. Dans la ligne du texte La Naissance de la tragédie de Nietzsche .   
Il participe à la Première Guerre mondiale et est décoré pour ses faits d'armes.
Entre 1918 et 1922, il travaille à la section de préservation des monuments du Commissariat du peuple à l'Éducation de la République socialiste fédérative soviétique de Russie, où, ensemble avec I. Grabar, il prend part à la restauration d'églises à Moscou et à Novgorod. En 1918, il essaye de soutenir les écrivains en organisant avec des amis la « Boutique du livre des écrivains ».
Mouratov fonde la société d'étude italienne «Studio Italiano», qui organise des conférences. Au printemps 1921, s'y produisit publiquement pour la dernière fois Alexandre Blok qui disparut à 40 ans l'été qui suivit.
Il prend part à l'action d'un "comité d'aide contre la faim" (le Pomgol). En 1921, il est arrêté avec Boris Zaïtsev et d'autres membres du comité.
En 1922, il est arrêté et expulsé d'URSS. Il vit d'abord en Allemagne puis, en 1923, part pour Rome. En 1927, il déménage à Paris où il devient un des fondateurs de la société « Icône ». Ses publications politiques dans le journal Renaissance plaisent beaucoup à Ivan Bounine, futur prix Nobel de littérature en 1933 et qui s'occupe beaucoup des Russes immigrés à Paris.
Il s'intéresse à l'histoire de la guerre et en particulier à celle de la Première Guerre mondiale.
Avant le début de la Seconde Guerre mondiale, il part vers la Grande-Bretagne où il prépare une monographie sur les évènements militaires du front germano-soviétique (ensemble avec son ami historien William Edward David Allen). Et d'autres sur l'histoire militaire du Caucase au XIXe siècle(publié à titre posthume). Peu de temps avant sa mort, il s'installe en Irlande.
Il meurt en Irlande d'une crise cardiaque, le 5 février 1950.

## Œuvres
Ses traductions portent sur des essais de Walter Pater, des nouvelles de Prosper Mérimée, la prose de Gérard de Nerval. Il édite pour la première fois en Russie le roman gothique Vathek écrit en français par l'écrivain anglais William Thomas Beckford.
Comme critique d'art il écrit sur l'art européen depuis les icônes jusqu'à Cézanne. Également des récits, des pièces, un roman historique : « Égérie » 1922. L'action de ce roman historique se déroule dans la France du XVIIIe siècle. Le romancier d'histoire Mark Aldanov y releva l'influence d'Henri de Régnier.
Son ouvrage le plus connu est celui qui reprend des croquis et des observations sous le titre « Images d'Italie » (dédié à Boris Zaïtsev, t.1 — 1911, t.2 — 1912, t.3 — 1924, édité à Berlin; réédité en Russie en 1993, 1994, 2005).
Muratov s'est fait aimer d'innombrables lecteurs grâce à ces trois volumes d'Images d'Italie. Il voit l'Italie comme historien d'art mais aussi comme poète
.
« 
Mouratov occupe une place bien à part dans la littérature russe. Sa patrie spirituelle n'est pas la Russie mais l'Italie de la Renaissance. Bien que ses Histoire magiques et Égérie datent de l'époque terrible de la prise du pouvoir par les Bolchéviques, la réalité soviétique n'y trouve pas le moindre écho. Mark Aldanov a parlé d'Égérie comme d'un « symptôme très réconfortant pour la nouvelle littérature russe »; Dans un article datant de 1967 (rédigé avec V. Setchkariov) sur ce roman historique Égérie qui se déroule à la fin du  XVIIIe siècle Mouratov se concentre principalement sur les liens entre les personnages, sur l'amour et sur la dépendance des gens de cette époque vis-à-vis de leur vie intérieure et sociale. L'action se développe très vite, comme dans un roman d'aventure. Des aphorismes bien clairs, des métaphores insolites, de bonnes comparaisons, qui vont jusque dans les moindres détails. Une langue claire  pour cet ouvrage remarquable qui est une des meilleures œuvres parmi les romans historiques russes »

### Œuvres
- Œuvres sur le site de la Bibliothèque nationale de France
- Образы Италии. — 1911—1912.
- Collection d'icônes anciennes de Ilya Ostroukhov. — М., 1914.
- Héros et héroïne. — 1918
- Récits magiques. — 1922
- Égéria. — Berlin, 1922
- Les Icônes russes. — Paris, 1927
- The Russian Military Campaigns of 1941—1943 (by WED Allen and Paul Muratof, part 1, 1943)
- The Russian Campaigns of 1944-45. — New York, 1946 (by WED Allen and Paul Muratof)
- Caucasian Battlefields: A History of the Wars on the Turko-Caucasian Border 1828—1921 (WED Allen et Paul Muratof, 1953)

### Dernières publications
- L'art et le peuple / Искусство и народ // Литература русского зарубежья: Антология. — Т.1. Кн.1. — М., 1990. — С. 377—390.
- Les aventures de Casanova / Приключение Казановы, не рассказанное им самим // Новая Юность, 1995, № 1/2. — С.58—64
- Égérie / Эгерия. Роман и новеллы из разных книг. — Moscou, Терра, 1997
- Pensées nocturnes / Ночные мысли. Эссе, очерки, статьи 1923—1934. — Moscou, Прогресс, 2000
- L'art de la prose // Критика русского зарубежья: В 2 ч. — Ч. 1. — М.: Олимп; АСТ, 2002. — С. 184—206
- L'Ancienne Peinture russe /Древнерусская живопись история открытия и исследования. — М.:Айрис-Пресс; Лагуна-Арт, 2005
- (ru) peinture russe /Русская живопись допетровской эпохи
- (ru) Вокруг иконы // Московский журнал. — 1999. — no 2[5]
- (ru) Peinture byzantine Византийская живопись
- (ru) l'art russe ancien Открытия древнерусского искусства
- (ru)Images d'Italie / Образы Италии. — Moscou, Арт-Родник, 2008
- (ru) Notre héritage /Статьи и очерки // «Наше наследие». — 2012. — no 104. (публикация и комментарии К. М. Муратовой)